# Tatiana Sadovskaia
Tatiana Sadovskaia (n. 3 aprilie 1966, regiunea Samara, RSFS Rusă, URSS) este o scrimeră ce a reprezentat Uniunea Republicilor Sovietice Socialiste, medaliată olimpică. A participat la 2 ediții ale Jocurilor Olimpice (1988, 1992) în care a câștigat o medalie de bronz.